# أنيس العياري
أنيس العياري (مواليد 16 فبراير 1982) هو لاعب كرة قدم. يلعب مع منتخب تونس لكرة القدم. سبق له أن لعب في كأس العالم لكرة القدم مع منتخب بلاده.

## روابط خارجية
- أنيس العياري‎ على موقع الاتحاد الدولي (مؤرشف)  (الإنجليزية)
- أنيس العياري‎ على موقع اتحاد تركيا (لاعب) (الإنجليزية)
- أنيس العياري‎ على موقع قاعدة بيانات كرة القدم.إي يو (الإنجليزية)
- أنيس العياري‎ على موقع ناشيونال فوتبول تيمز (الإنجليزية)
- أنيس العياري‎ على موقع اللجنة الأولمبية الدولية (الإنجليزية)
- أنيس العياري‎ على موقع أوليمبيديا (الإنجليزية)